# Рустави
Руста̀ви (на грузински: რუსათვი) е град в Югоизточна Грузия, регион Долна Картли.
Разположен е на река Кура на 25 км югоизточно от столицата Тбилиси. Населението му е около 126 000 души (по приблизителна оценка от януари 2016 г.).
Основан е през 1948 г. в близост до голям металургичен завод, на мястото на град със същото име, разрушен от Тимур около 1400 г.